# Tournaisiense
| Era Eratema | Periodo Sistema | Periodo Sistema                 | Época Serie       | Edad Piso                    | Inicio, en millones de años |
| ----------- | --------------- | ------------------------------- | ----------------- | ---------------------------- | --------------------------- |
| Paleozoico  | Pérmico         | Pérmico                         | Pérmico           | Pérmico                      | 298,9±0,15                  |
| Paleozoico  | Carbo- nífero   | Pensil- vánico Pennsyl- vaniano | Superior/Tardío   | Gzheliense Gzheliano         | 303,7±0,1                   |
| Paleozoico  | Carbo- nífero   | Pensil- vánico Pennsyl- vaniano | Superior/Tardío   | Kasimoviense Kasimoviano     | 307,0 ±0,1                  |
| Paleozoico  | Carbo- nífero   | Pensil- vánico Pennsyl- vaniano | Medio             | Moscoviense Moscoviano       | 315,2±0,2                   |
| Paleozoico  | Carbo- nífero   | Pensil- vánico Pennsyl- vaniano | Inferior/Temprano | Bashkiriense Bashkiriano     | 323,4±0,4                   |
| Paleozoico  | Carbo- nífero   | Misisípico Mississi- ppiano     | Superior/Tardío   | Serpukhoviense Serpukhoviano | 330,3±0,4                   |
| Paleozoico  | Carbo- nífero   | Misisípico Mississi- ppiano     | Medio             | Viseense Viseano             | 346,7±0,4                   |
| Paleozoico  | Carbo- nífero   | Misisípico Mississi- ppiano     | Inferior/Temprano | Tournaisiense Tournaisiano   | 358,86±0,19                 |
| Paleozoico  | Devónico        | Devónico                        | Devónico          | Devónico                     | 419,62±1,36                 |
| Paleozoico  | Silúrico        | Silúrico                        | Silúrico          | Silúrico                     | 443,1±0,9                   |
| Paleozoico  | Ordovícico      | Ordovícico                      | Ordovícico        | Ordovícico                   | 486,8 ±1,5                  |
| Paleozoico  | Cámbrico        | Cámbrico                        | Cámbrico          | Cámbrico                     | 538,8±0,6                   |

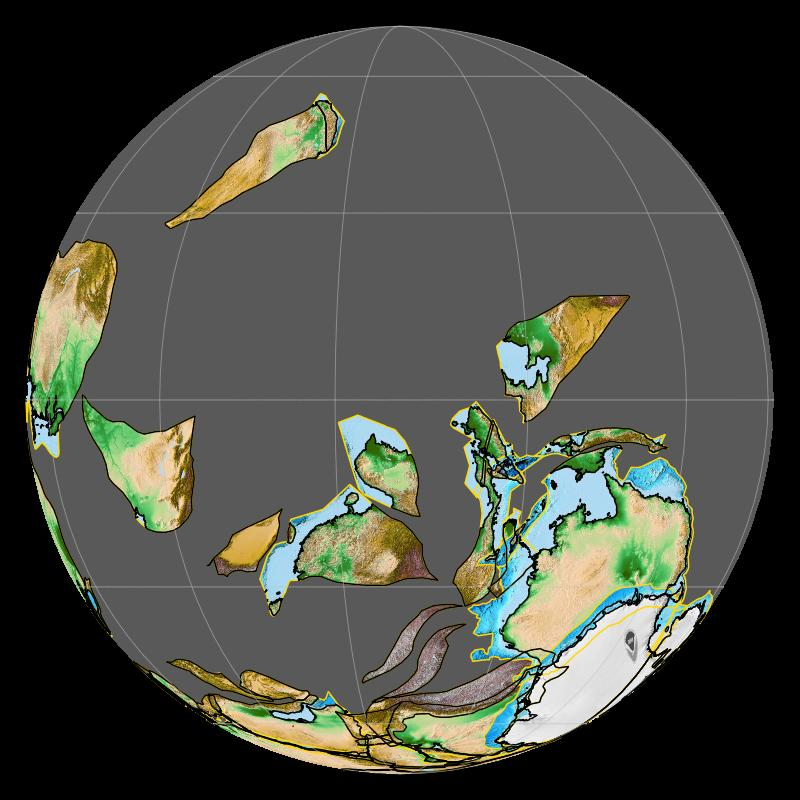
Paleogeografía del Tournaisiano (350 Ma).

El Tournaisiense o Tournaisiano es el primer piso y edad del Misisípico, y por tanto del Carbonífero, en la escala temporal geológica. Sucede al Fameniense (último piso del Devónico) y precede al Viseense (Misisípico Medio). Se inició hace unos 358,86 millones de años y terminó hace unos 346,7 millones de años.
El Tournaisiense coincide, por definición formal de la Comisión Estratigráfica Internacional, con el Misisípico Inferior o Mississippiano Inferior, la primera serie del Misisípico (Misisípico Temprano o Mississippiano Temprano cuando se refiere a la época correspondiente).
El Tournaisiense se introdujo en la literatura científica como división del Carbonífero por el geólogo belga André Dumont en 1832. Fue denominado «piso de Tournai» («Étage de Tournai») por el también geólogo belga Édouard Dupont en 1883. El nombre procede de la caliza de Tournai (provincia de Henao, Bélgica), cuya posición estratrigráfica correcta dentro del Carbonífero belga fue establecida por el paleontólogo belga Laurent-Guillaume de Koninck en 1844.

## Sección estratotipo y punto de límite global (GSSP)
La sección estratotipo y punto de límite global (GSSP) para la base del Tournaisiense, y por tanto del Misisípico y del Carbonífero, está en la sección del monte La Serre, en la comuna de Cabrières (departamento de Hérault, Francia). Se caracteriza por la primera aparición del conodonto Siphonodella sulcata. El piso y el GSSP fueron aprobados por la Comisión Internacional de Estratigrafía y ratificados posteriormente por la Unión Internacional de Ciencias Geológicas en 1990, aunque posteriormente, en 2006, se han detectado problemas bioestratigráficos que dificultan las correlaciones precisas y se ha solicitado su reubicación.
El techo del Tournaisiense se define por el GSSP de la base del Viseense, que se caracteriza por la primera aparición del foraminífero bentónico Eoparastaffella simplex.